# Desmoclystia cnecoplaca
Desmoclystia cnecoplaca là một loài bướm đêm trong họ Geometridae.